# Tribune Media
Tribune Media Company, cunoscut de asemenea ca Tribune Company, a fost un conglomerat multimedia american cu sediul în Chicago, Illinois.
Prin Tribune Broadcasting, Tribune Media a fost una dintre cele mai mari companii de radioteleviziune, deținând 39 de stații de televiziune în Statele Unite și operând încă trei stații adiționale prin acorduri locale de marketing. A deținut canalul de cablu/superstație națională de bază WGN America, canalul de știri regionale prin cablu Chicagoland Television (CLTV) și stația radio din Chicago WGN. Interese de investiție au inclus Food Network, în care compania a avut 31% din acțiuni.
Înainte de desprinderea din august 2014 a diviziei de publicație a companiei în Tribune Publishing, Tribune Media a fost al doilea cea mai mare editor de ziare de știri după Gannett Company, cu zece ziare de știri zilnice, inclusiv Chicago Tribune, Los Angeles Times, Orlando Sentinel, Sun-Sentinel și The Baltimore Sun, și mai multe tabloide pentru navetiști.
În 2007, investitorii au cumpărat compania, luănd datorii substanțiale. Falimentul ulterior din 2008 al Tribune Company a fost cel mai mare faliment în istoria industriei media americane. În decembrie 2012, Tribune Company a ieșit din faliment. Tribune și-a anunțat vânzarea la Sinclair Broadcast Group pe 8 mai 2017, dar pe 9 august 2018 Tribune a anulat vânzarea și a dat în judecată pe Sinclair pentru încălcare de contract. Pe 3 decembrie 2018, Nexstar Media Group a anunțat că o să fuzioneze cu Tribune Media pentru 4 1 milairde de $. În Nexstar, Tribune Media rămâne deținătorul de licență pentru toate stațiile Tribune reținute direct de Nexstar după achiziție. Cea mai mare fuziune de radioteleviziune din istoria SUA a fost aprobată în 2019.